# SV Blitz Breslau
SV Blitz Breslau (od 2 maja 1907 roku jako VfR 1897 Breslau) – niemiecki klub piłkarski z siedzibą we Wrocławiu.

## Historia
Założony 1 kwietnia 1897 przez byłych członków klubu rowerzystów Radverein Blitz Breslau. SVB był jednym z członków założycieli DFB w Lipsku w 1900 roku.
26 sierpnia 1901 przystąpił do związku jako Sport Club Schlesien Breslau i zdobywał mistrzowski tytuł w Verband Breslauer Ballspiel-Vereine (VBBB) (Wrocławskiego Piłkarskiego Związku) przez cztery sezony w latach 1904-1907 oraz w latach 1906-1907 w Südostdeutscher Fussball Verband (Południowo-wschodniego Niemieckiego Piłkarskiego Związku). Również uczestniczył w barażach o awans do rozgrywek pucharowych o mistrzostwo Niemiec, ale już w 1/4 finału kończył występy.
2 maja 1907 roku został zorganizowany macierzysty klub Verein für Rasenspiel 1897 Breslau. Kontynuował tradycję SC zdobywając trzy mistrzowskie tytuły VBBB w latach 1908-1910 i dwa tytuły Südostdeutscher Fussball Verband w 1908 i 1910. VfR również kończył występy w rozgrywkach pucharowych o mistrzostwo Niemiec na etapie ćwierćfinałów.
W 1919 roku niektóre piłkarze SC zostawili klub i założyli Turnverein Vorwärts Breslau, który potem połączył z 1911 Krietern tworząc FV Rapide Breslau.  FV Rapide Breslau dotarł do półfinałów w SOFV w 1921. W 1924 odbyła się fuzja pomiędzy SC i Rapidem, nowo utworzony klub otrzymał nazwę Schlesien 01 Rapid Breslau. W 1925 klub powrócił do nazwy SC Schlesien Breslau.
W 1934 dwa kluby VfR i SC doszly do porozumienia w sprawie fuzji. Nowo powstały klub otrzymał nazwę VfR Schlesien 1897 Breslau. W 1945 klub został rozwiązany.

## Sukcesy
SC Schlesien Breslau
- mistrz Verband Breslauer Ballspiel-Vereine (Wrocławski Piłkarski Związek): 1904, 1905, 1906, 1907
- mistrz Südostdeutscher Fussball Verband (Południowo-wschodni Niemiecki Piłkarski Związek): 1906, 1907

VfR 1897 Breslau
- mistrz Verband Breslauer Ballspiel-Vereine (Wrocławski Piłkarski Związek): 1908, 1909, 1910
- mistrz Südostdeutscher Fussball Verband (Południowo-wschodni Niemiecki Piłkarski Związek): 1908

## Emblematy

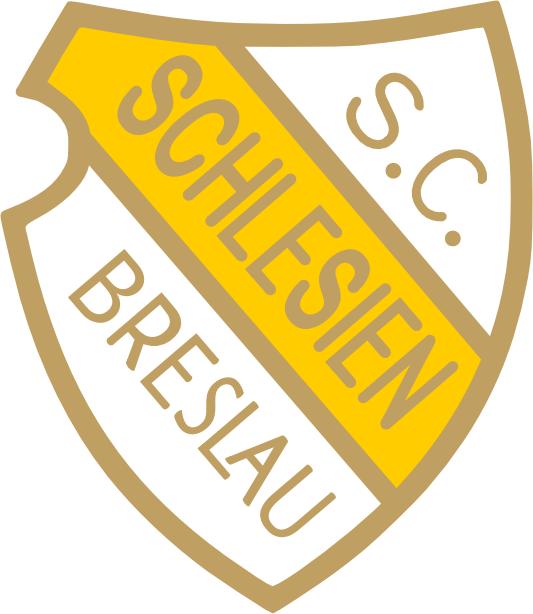
SC Schlesien Breslau (1901-1934)
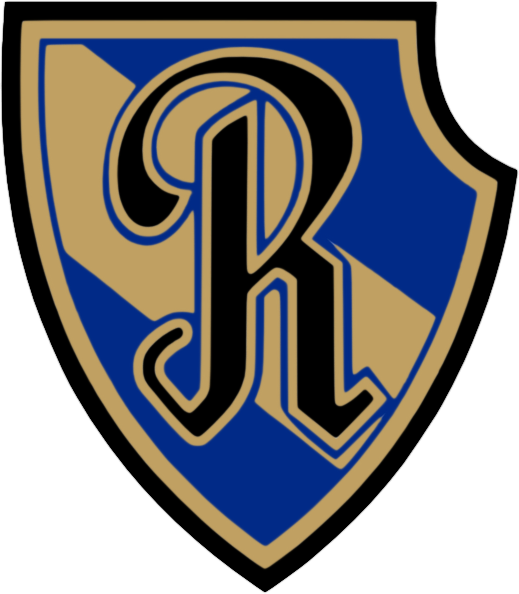
VfR 1897 Breslau (1907-1934)
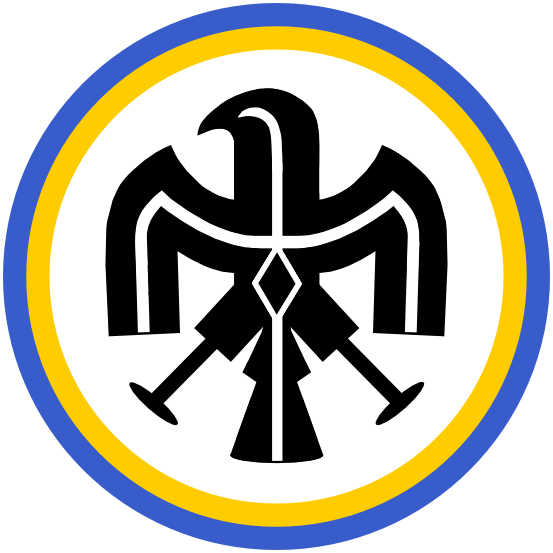
VfR Schlesien 1897 Breslau (1934-1945)